# Critérium de trot finlandais
Le Critérium de trot finlandais est une course hippique de trot attelé se déroulant fin septembre ou début octobre sur l'hippodrome de Teivo (fi) à Tampere, en Finlande.
C'est une course de Groupe I réservée aux chevaux de 3 ans.
Elle se court sur la distance de 2 600 mètres (2 100 mètres en 2012 et 2013). En 2024, l'allocation est de 193 500 €, dont 90 000 € pour le vainqueur.

## Palmarès depuis 2006
| Année | Cheval            | Driver           |
| 2024  | Lil Runner        | Antti Teivanen   |
| 2023  | God Hyperion      | Henri Bollström  |
| 2022  | Corazon Combo     | Pekka Korpi      |
| 2021  | Panbee            | Tommi Kylliäinen |
| 2020  | Sahara Jaeburn    | Jorma Kontio     |
| 2019  | Raskolnikov Frido | Santtu Raitala   |
| 2018  | Lewis Ale         | Tuomas Korvenoja |
| 2017  | Run For Royalty   | Hannu Torvinen   |
| 2016  | Callela Leonard   | Jukka Torvinen   |
| 2015  | Arctic Passion    | Hannu Torvinen   |
| 2014  | Jontte Boy        | Tuomas Korvenoja |
| 2013  | Express Duo       | Ari Moilanen     |
| 2012  | Bosses Lily       | Antti Teivainen  |
| 2011  | Brad de Veluwe    | Tuomas Korvenoja |
| 2010  | Embassy Caviar    | Jorma Kontio     |
| 2009  | Keen Leader       | Hannu Korpi      |
| 2008  | Target Hoss       | Jorma Kontio     |
| 2007  | Arctic Hope       | Pekka Korpi      |
| 2006  | Belmonte          | Markku Nieminen  |